# Diardia
A Diardia a rovarok (Insecta) osztályának a botsáskák (Phasmatodea) rendjéhez, ezen belül a Diapheromeridae családjához és a Necrosciinae alcsaládjához tartozó nem.

## Rendszerezés
A nembe az alábbi fajok tartoznak:
- Diardia battak
- Diardia dentata
- Diardia diardi
- Diardia gracilitarsis
- Diardia modesta
- Diardia palliata
- Diardia reductipennis
- Diardia relicta